# Beginenhof

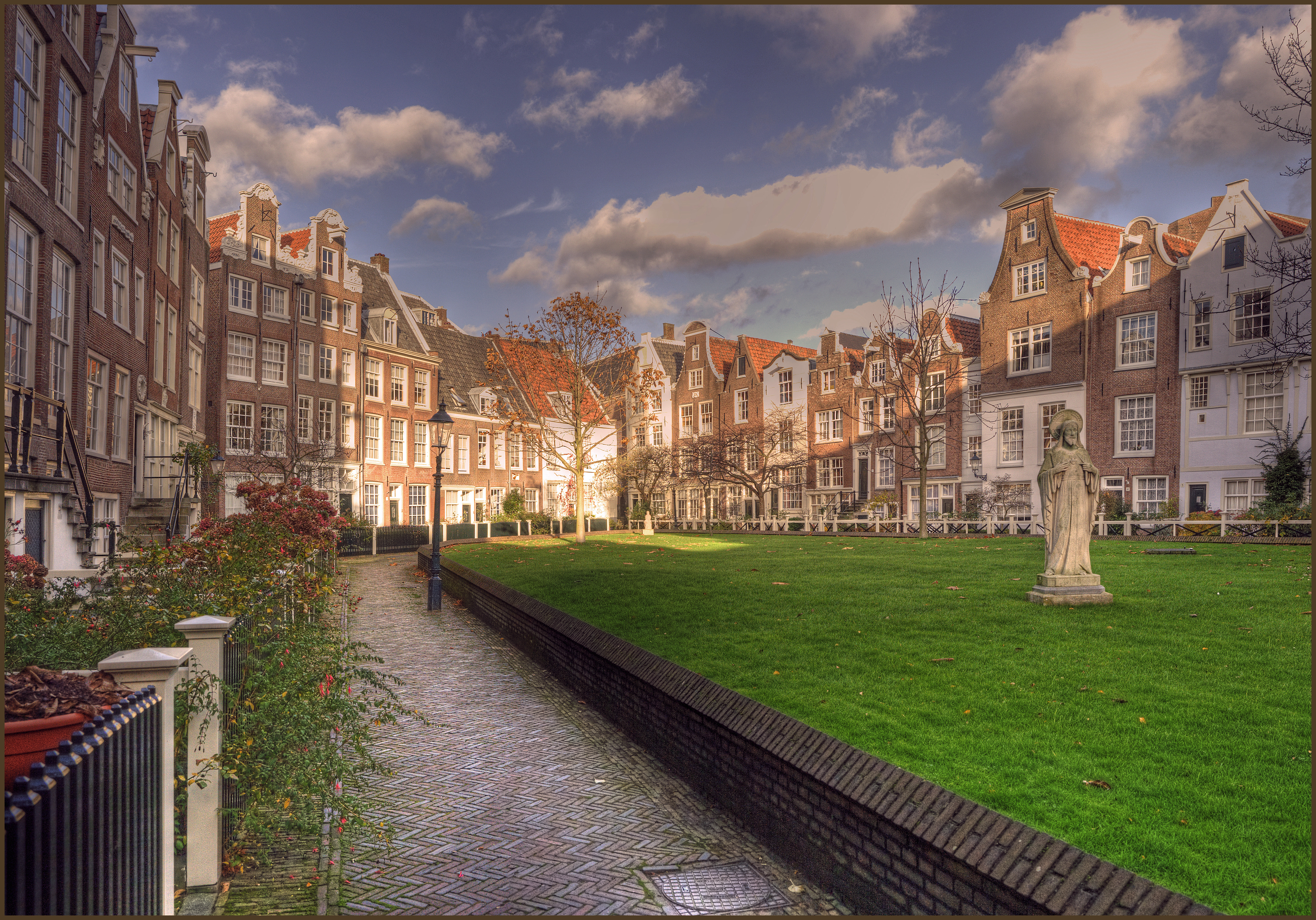
Beginenhof in Amsterdam

Ein Beginenhof (niederländisch begijnhof, französisch béguinage) ist die typische Wohnanlage der Beginen, die vor allem im belgischen Flandern und in den Niederlanden vorkommt.

## Beschreibung

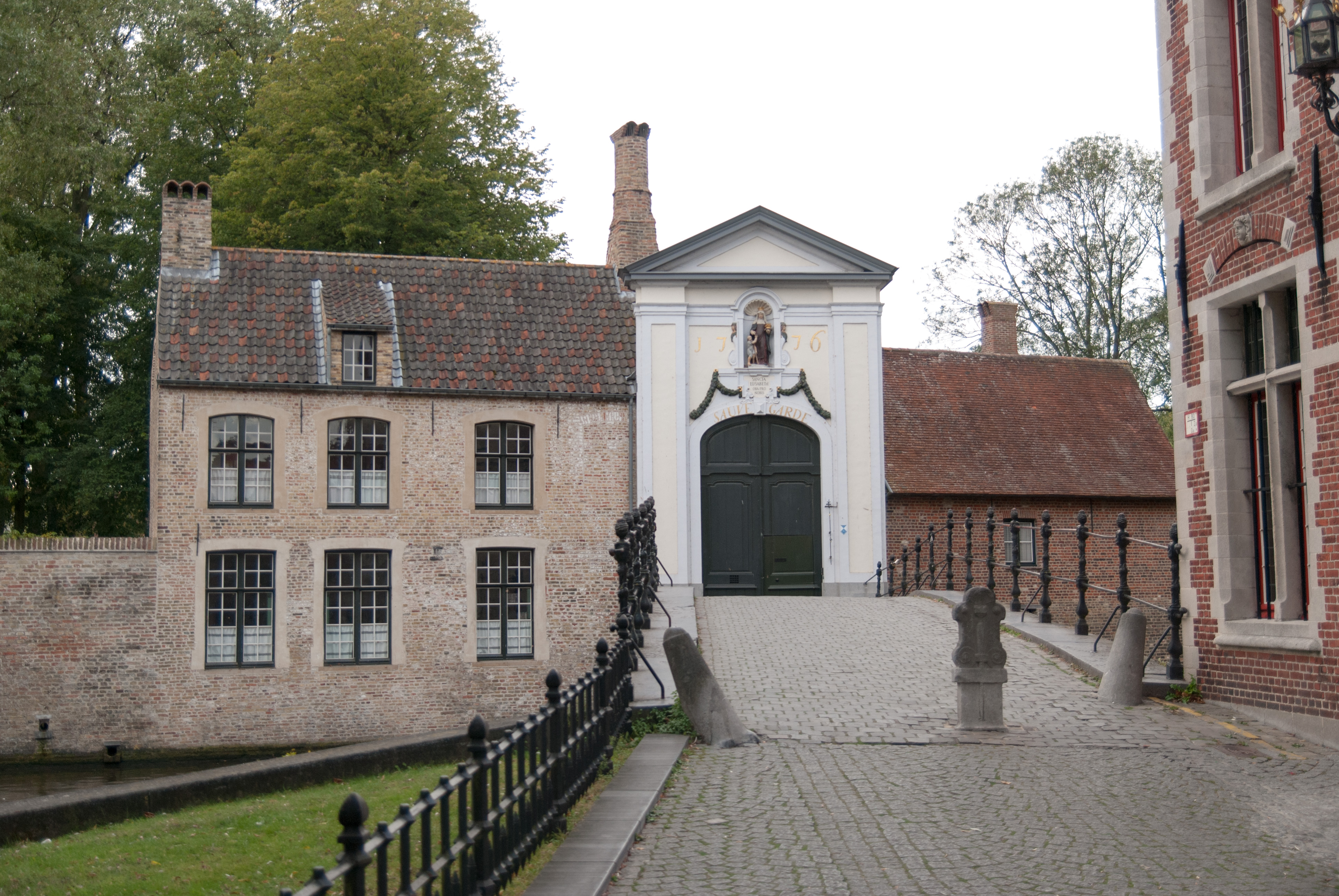
Eingang des Beginenhofs in Brügge

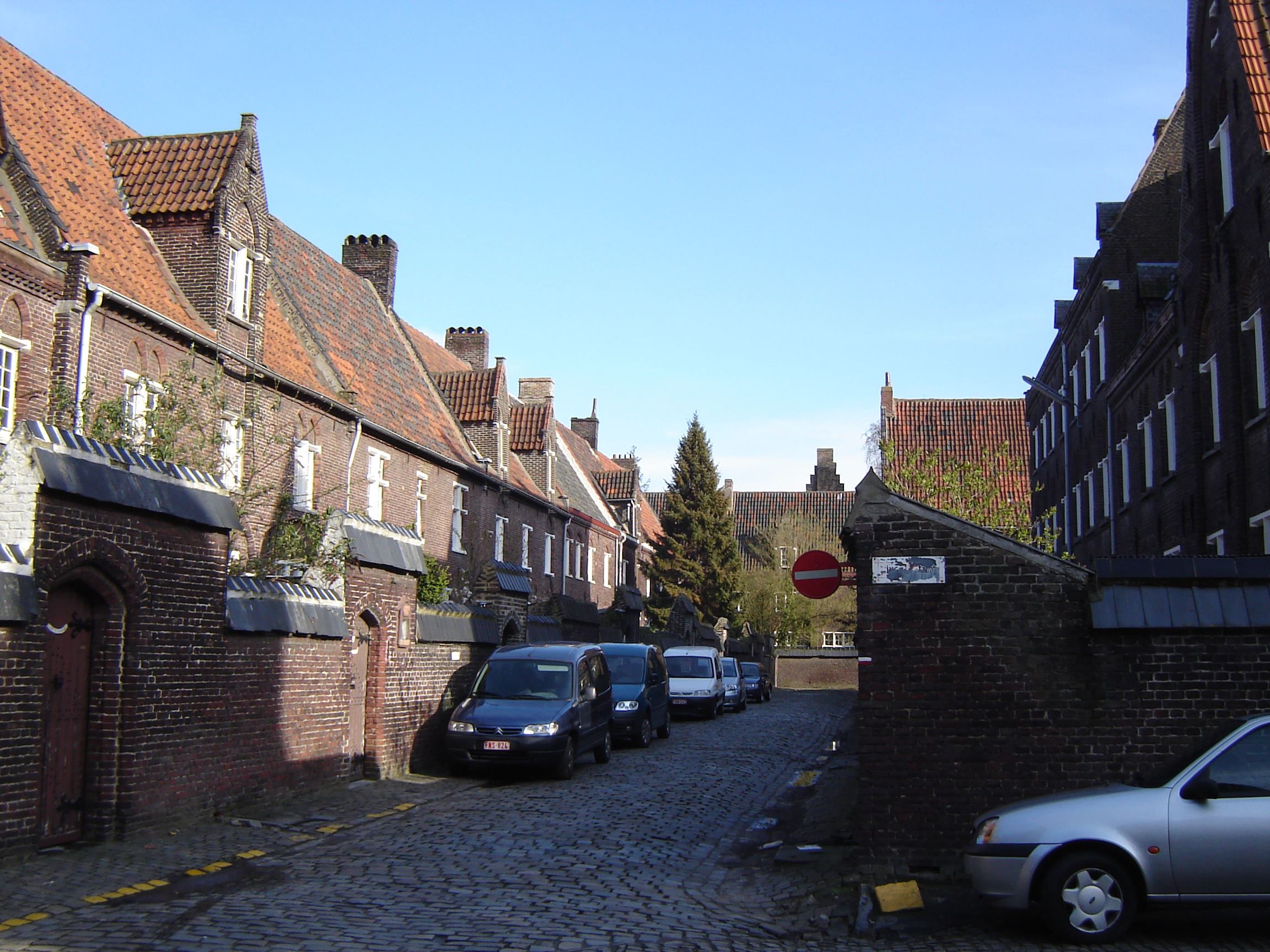
Groot Begijnhof Sint-Amandsberg in Gent

Ein Beginenhof liegt in einer Stadt und besteht meistens aus einem um einen Innenhof gruppierten architektonischen Ensemble, bestehend aus kleinen Wohnhäusern der Beginen, größeren Gemeinschaftswohnhäusern (Konventhäusern), einer Kapelle, Nebengebäuden und oft einem größeren Haus für die Beginenmeisterin sowie einem Versammlungsraum. Häufig ist der Innenhof als idyllischer Nutz- und Ziergarten oder Grünanlage gestaltet. Die Anlage ist durch Mauern oder Wassergräben klar von dem Rest der Stadt abgegrenzt. In den Giebeln der Beginenhäuschen befinden sich oft religiöse Sprüche, Heiligen- oder Marienbilder oder die Namen der Schutzheiligen der Bewohnerinnen.
Da es heutzutage keine Beginen mehr gibt, werden die Wohnhöfe auch von älteren Leuten, Künstlern und Studenten bewohnt. Die kleinen Häuser sind dazu in der Regel restauriert und renoviert worden. Der Beginenhof in Brügge dient heute einer Gemeinschaft von Benediktinerinnen als Kloster.
Von ehemals 80 Anlagen in den historischen Niederlanden sind insgesamt noch rund 30 erhalten. Die meisten Beginenhöfe befinden sich in Belgien und sind wegen ihres Alters, der Ruhe und der schlichten harmonischen Architektur malerisch und sehenswürdig. In den Niederlanden sind noch vier Anlagen in Amsterdam, Delft, Haarlem und Breda erhalten. Der ab 1346 entstandene Beginenhof in Amsterdam umfasst 47 um einen Innenhof gruppierte Wohnhäuser, die überwiegend aus dem 18. Jahrhundert stammen. Es handelt sich um einen Neuaufbau nach einem Brand. Das Haus mit der Nummer 34 aus dem Jahr 1530 galt lange als ältestes Holzhaus Amsterdams. Bis 1971 wurde der Beginenhof in Amsterdam von Beginen bewohnt. In Frankreich gab es in Valenciennes einen Beginenhof, heute nur noch in Cambrai. In Deutschland ist der Beginenhof in Essen bekannt.
Am 14. April 2013 starb mit der Belgierin Marcella Pattyn im westflämischen Kortrijk die letzte Begine und beendete damit eine 800 Jahre alte Tradition frommer Frauen, die in ganz Europa zwischen den Welten von Ordensleben und Laientum gelebt haben.

## UNESCO-Welterbe
Von 26 noch erhaltenen flämischen Beginenhöfen hat die UNESCO die Anlagen in folgenden Städten in ihre Liste „Weltkulturerbe“ aufgenommen:
- Brügge, Beginenhof Brügge
- Dendermonde, Beginenhof Dendermonde
- Diest, Beginenhof Diest
- Gent
  - Großer Beginenhof Sint-Amandsberg
  - Kleiner Beginenhof ter Hoye
- Hoogstraten, Beginenhof Hoogstraten
- Kortrijk, Beginenhof Kortrijk
- Lier, Beginenhof Lier
- Löwen, Großer Beginenhof Löwen
- Mechelen, Großer Beginenhof Mecheln
- Sint-Truiden, Beginenhof Sint-Truiden
- Tongern, Beginenhof Tongern
- Turnhout, Beginenhof Turnhout

Weitere flämische Beginenhöfe ohne den Weltkulturerbe-Status sind:
- Aarschot, Beginenhof Aarschot
- Antwerpen, Beginenhof Antwerpen
- Diksmuide, Beginenhof Diksmuide
- Gent, Alter Beginenhof Gent
- Hasselt, Beginenhof Hasselt
- Oudenaarde, Beginenhof Oudenaarde
- Tienen, Beginenhof Tienen